# دوهمسری (فیلم ۱۹۵۳)
«دو همسری» (انگلیسی: The Bigamist) فیلمی رمانتیک به کارگردانی آیدا لوپینو است که در سال ۱۹۵۳ منتشر شد.

## بازیگران
- جون فونتین
- ادموند اوبرایان
- ادموند گون
- آیدا لوپینو
- کنت توبی
- جین دارول